# 블라고에브그라드주

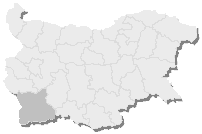
블라고에브그라드 주의 위치

블라고에브그라드주(불가리아어: Област Благоевград)는 불가리아 남서부에 위치한 주로, 주도는 블라고에브그라드이며 면적은 6,449.5km2, 인구는 364,076명, 자동차 번호는 E이다.
역사적으로 피린 마케도니아(불가리아어: Пиринска Македония)라고 부르기도 했던 곳이다. 북쪽으로는 큐스텐딜주와 소피아주, 동쪽으로는 파자르지크주, 스몰랸주와 접하고 있고 남쪽으로는 그리스, 서쪽으로는 북마케도니아와 국경을 접한다. 14개 시를 관할한다.

## 인구
| 연도                      | 인구    | ±%     |
| ------------------------- | ------- | ------ |
| 1946                      | 252,908 | —      |
| 1956                      | 281,015 | +11.1% |
| 1965                      | 302,503 | +7.6%  |
| 1975                      | 322,974 | +6.8%  |
| 1985                      | 345,942 | +7.1%  |
| 1992                      | 351,637 | +1.6%  |
| 2001                      | 341,173 | −3.0%  |
| 2011                      | 323,552 | −5.2%  |
| 2021                      | 292,227 | −9.7%  |
| 출처: pop-stat.mashke.org |         |        |

## 같이 보기
- 불가리아의 주